# Edelsitz Genghof

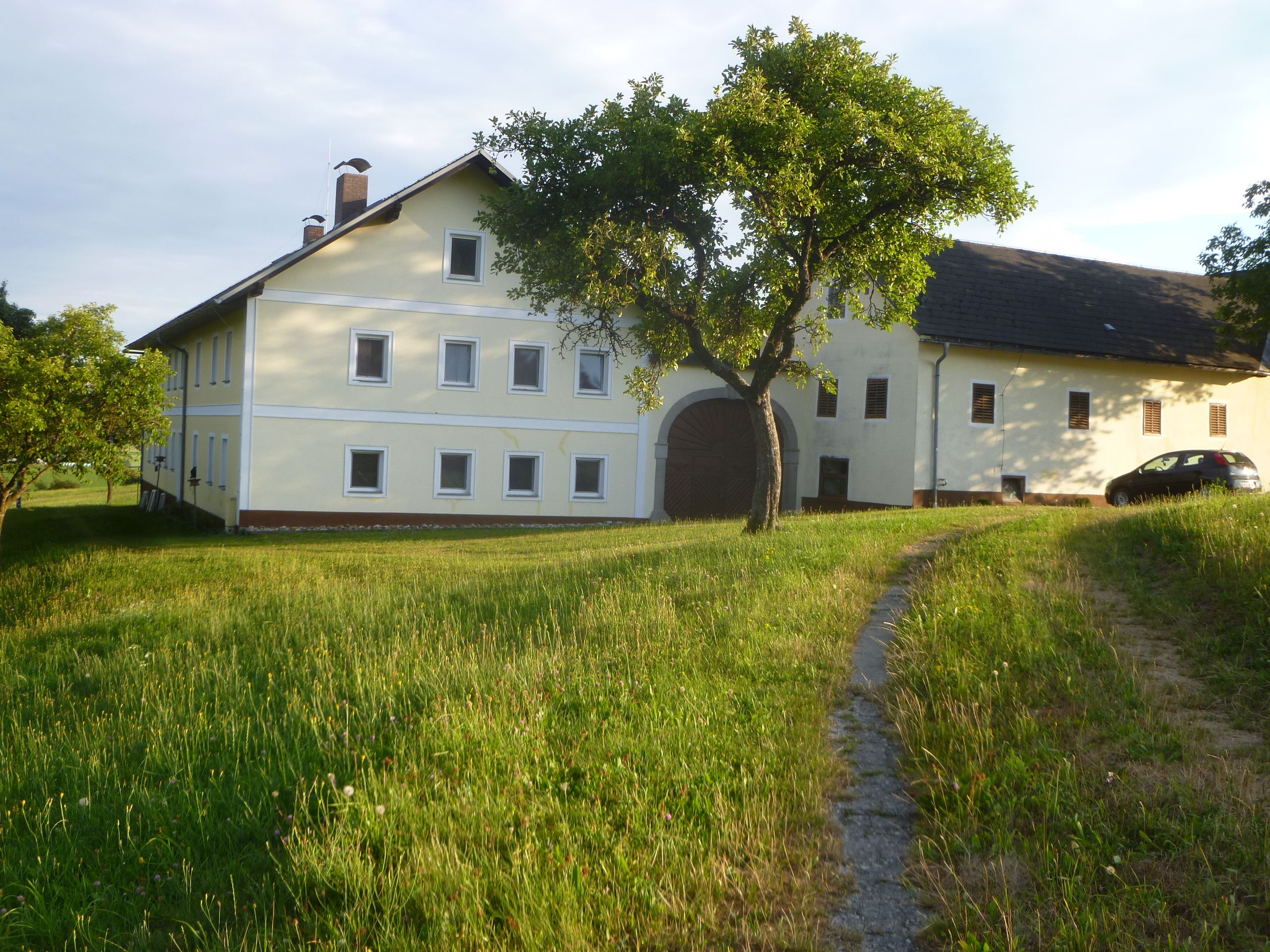
Genghof in St. Stefan am Walde

Der Edelsitz Genghof liegt im Ort Oberriedl in der Gemeinde St. Stefan-Afiesl, nahe dem Ort St. Stefan am Walde im Bezirk Rohrbach von Oberösterreich. 
Der Edelsitz Genghof war ein Lehen der Wallseer. 1440 war er an Friedrich Ruedleinstorffer ausgegeben. 1448 verkaufte dieser den Sitz an Mert Öder, dieser hatte ihn als landesfürstliches Lehen inne. 1490 erhielt Anton Burger, Bürger zu Freistadt, den Genghof von Kaiser Friedrich III. zum Lehen. 1586 war der Genghof im Besitz der Grienthaler. 1647 besaß ihn Hanns Heinrich Dietmayr von Morau.
Heute ist der Genghof ein stattlicher Bauernhof.